# Bakcell Arena
L'8 km stadionu, conosciuto per motivi di sponsorizzazione come Bakcell Arena, è uno stadio di 15 000 posti della città di Baku, in Azerbaigian.
La costruzione ha avuto inizio nel 2010 ed è stata completata nel 2012.
Lo stadio ospita le partite di calcio casalinghe del Neftchi Baku e della nazionale azera.